# Atropacarus inconditus
Atropacarus inconditus är en kvalsterart som beskrevs av Sandór Mahunka 1991. Atropacarus inconditus ingår i släktet Atropacarus och familjen Phthiracaridae. Inga underarter finns listade.